# Metasphaerolaimus inglisi
Metasphaerolaimus inglisi is een rondwormensoort. De wetenschappelijke naam van de soort is voor het eerst geldig gepubliceerd in 1981 door Gourbault & Boucher.